# Atlético de Madrid
Az Atlético de Madrid, teljes nevén Club Atlético de Madrid S.A.D. spanyol, madridi székhelyű futballklub, otthona sokáig a Manzanares folyó melletti Vicente Calderón stadion volt, de 2017-ben átadták új stadionját, a Wanda Metropolitano Stadiont.
Az Atlético 11-szer nyerte meg a spanyol bajnokságot, és ugyanennyiszer a spanyol kupát is. 1962-ben a csapat elhódította Kupagyőztesek Európa-kupáját és 1974-ben megnyerte az Interkontinentális kupát. 2010-ben és 2012-ben is megnyerték az Európa-ligát, majd mindkét évben megnyerték az UEFA-szuperkupát is. Az utóbbi döntőben a kolumbiai Radamel Falcao mesterhármast szerzett. 2013-ban, 17 év után nyerte meg a Spanyol labdarúgókupát. Eddig háromszor jutott be a BEK/BL döntőjébe, ám mindháromszor alulmaradtak, az 1973-74-es szezon végén a FC Bayern München, a 2013-14-es, és a 2015-16-os döntőben pedig a Real Madrid CF ellen.

## Becenevei
Az évek során sok becenevet kapott. Például „Los Colchoneros” vagy „Matrackészítők”. Az „Indios” nevet az 1970-es években kapta a szurkolóktól, mert számos dél-amerikai származású játékost játszatott a csapatban.

## Története

### Athletic Club de Madrid
A klubot 1903. április 26-án alapította 3 baszk tanuló, az Athletic Club mintájára. 1904-ben a Real Madridtól elbocsátott emberek is csatlakoztak a klubhoz. Először kék-fehér szerelésben játszott a klub, ahogyan a Bilbao is, de később, 1911-ben átváltottak a jelenlegi formátumhoz. A színváltás okát nem lehet tudni, de egy elmélet szerint a piros-fehér mez elkészítése olcsósága miatt történt, sokszor alkalmazták ezt a kombinációt az ágymatracoknál. Könnyű volt átalakítani futball meznek. Később a Bilbao is átváltott erre a kombinációra anyagi okok miatt. A klub első ismert beceneve a Los Colchoneros, vagyis a Matrackészítők.
1921-ben a klub elszakadt az Athletic Bilbaótól, és 1923-ban megépítették az első stadiont, a Metropolitanót. A 20-as években háromszor megnyerte a Campeonato del Centrót, 1921-ben és 1926-ban elindult a csapat a Copa del Reyben. 1928-ban meghívták a csapatot a Primera Ligába, a spanyol első osztályba. A debütálás idejében Fred Pentland vezette a csapatot. 1930-ban száműzték a csapatot a Segunda Division-ba, de 1934-ben visszajutottak a Primera Ligába Pentland vezetésével. 1936-ban a csapat ismét visszacsúszott a másodosztályba, amikor Josep Samitier átvette az irányítást Pentlandtól. A spanyol polgárháborúban a bajnokság félbeszakadt és a klub száműzetése megszűnt.

### Athletic Aviacion de Madrid
1939-ben a bajnokság folytatódott. A klub egyesült az Aviacion Nacional of Zaragoza-val és ezért az új neve Athletic Aviacion de Madrid lett. Az Aviacion Nacionalt a spanyol katonai repülőgép-pilóták alapították, akik indulást ígértek az első osztályban az 1939–40-es szezonra, csak a Real Federación Espanola de Fútbol (spanyol bajnokságok szervezője) visszautasította. A két Athletic megállapodott egymással, hogy közösen indulnak, mert a Bilbao 9 játékost elvesztett a polgárháború idején és így végül a Real Oviedo helyett, (súlyos veszteségeik voltak a háború miatt) indulhatott el a klub az 1939–1940-es bajnokságban. A vezetőség kinevezte Ricardo Zamorát a csapat élére és vele először nyert bajnokságot a csapat 1940-ben és ezt 1941-ben sikerült megismételni, újra bajnok lett a csapat. 1941-ben Francisco Franco (Spanyolország akkori vezetője) kiadott egy rendeletet, hogy a külföldi nevet használó klubokat szüntessék meg. Ezért lett Athletic Aviacion de Madridból Club Atlético de Madrid.

### Club Atlético de Madrid
Helenio Herrera és Ben Barak segítségével az Atlético újra, egymás után kétszer megnyerte a bajnokságot, az 1949–50-es és 1950–51-es szezonban. 1953-ban, amikor Helenio Herrera távozott a csapattól, akkor az Atlético eltűnt a Real Madrid és a Barcelona mögött és az 50-es években az Athletic-el harcolt a 3. számú spanyol klubcsapat címért. Az 1960-as, 70-es években az FC Barcelonával harcolt a második számú spanyol csapat címért. 1959-ben az Atlético Madrid a Real Madriddal találkozott az Európa Kupában. Első mérkőzésen a Bernabéu stadionban 2–1-re győzött a Real Madrid, de a visszavágón a Metropolitanoban 1–0-ra győzött az Atlético és ezzel semleges pályán történő újrajátszást harcolt ki, amit Zaragozában tartottak, de ismét 2–1-re tudott nyerni a Real Madrid és ezzel kiejtette a Kupából. A csapat visszavágott az elszenvedett vereségért, és egymás után kétszer is, 1960-ban és 1961-ben a kupadöntőben legyőzte a városi riválist. 1962-ben az Atlético Madrid megnyerte a Kupagyőztesek Európa-kupáját a Fiorentina ellen 3–0, egy újrajátszott mérkőzésen.
1961 és 1980 között a Real Madrid uralkodott a spanyol fociban, 14-szer nyerték meg a bajnokságot ez idő alatt. Ebben az időszakban nehéz volt valamit is nyerni, de mégis sikerült. Négyszer sikerült megnyerni a bajnokságot (1965–66, 1969–70, 1972–73, 1976–77) és háromszor a Spanyol Kupát (1965, 1972, 1976). 1965-től 8 éven át rendszeresen legyőzte a csapat a Real Madridot a Bernabéu stadionban. Nem kis szerepet játszott ebben Enrique Collar, Luis Aragonés és Adelardo. 1981-82-es szezonban a magyar Szusza Ferenc volt a csapat edzője.

### Jesús Gil korszaka
1987-ben Jesús Gil lett az Atlético Madrid elnöke. A csapat ekkor már 10 éve nem nyert spanyol bajnokságot nyert, ezért az új elnök sokat költött új igazolásokra. A legjelentősebb igazolás Paulo Futre volt. Viszont hírnevet a kegyetlenségével szerzett. Sok vezetőedzőt csábított a klubhoz és küldött el a sikertelenség miatt, többek között César Luis Menotti-t, Ron Atkinson-t, Javier Clemente-t és a visszatérő Luis Aragonés-t.
1995-ben a csapathoz érkezett Radomir Antić, aki az új vezetőedző lett és még néhány híres játékos: José Luis Caminero, Luboslav Penev, Diego Simeone, Milinko Pantić, Juan Manuel López és Kiko. Az Atlético története során először duplázott, az 1995-96-os szezonban megnyerte a La Ligát és a Copa del Rey-t. A siker ellenére Gil nem változtatott a stratégiáján. Antić három évig maradhatott a madridi klub kispadján, 1998-ban az ő helyére érkezett Arrigo Sacchi, de neki se sikerült sokáig a padon maradnia, Antić rövid időre visszatért, 1999-ben Claudio Ranieri lett az új vezetőedző. A 90-es évek végén újra sokat költött a klub elnöke igazolásokra, a klubhoz érkezett Christian Vieri és Juninho Paulista. Az 1999-2000-es szezon katasztrofálisan végződött az Atlético Madrid számára, Ranieri-t elküldték és harmadszorra is visszatért Radomir Antić, de a kiesés felé vezető úton ő se tudta megállítani a klubot, a csapat története során először esett ki az első osztályból, ugyanakkor még eljutottak a kupadöntőig.
Az Atlético Madrid két szezont töltött a Segunda Divisiónban, 2001-ben még éppen, hogy lemaradtak a feljutásról, viszont 2002-ben már sikerrel jártak és megnyerték a másodosztály küzdelmeit.

### Cerezo kezdeti évei
2004-ben Jesús Gil halála előtt Enrique Cerezo lett az Atlétic új elnöke. Az új évezredben a csapatnak nem sikerült előrelépnie a középmezőnyből, pedig 2006-ban Fernando Torres, a spanyol futball egyik legnagyobb tehetségének tartott játékos mellé érkezett két portugál, Costinha, Maniche és az argentin Maradona utódnak kikiáltott Sergio Agüero.
Fernando Torres sokkolta a klub rajongóit azzal a döntésével, hogy 2007. július 4-én a Liverpoolhoz igazolt. A Liverpool kb. 32 millió fontot fizetett a játékosért és cserébe Luis García-t adta. Az Atlético Torres helyére a Villarreal volt játékosát, az Aranycipő és Pichichi győztes Diego Forlán-t igazolta le, kb. 17 millió euróért.
Fernando Torres távozása után új korszak érkezett el a klub jelenében. Az 'Ikon' eladása nyomán befolyt összegből vett játékosok elérték a szezon elején kitűzött célt, a Bajnokok Ligája selejtezőjébe jutott a bajnokság végi helyezésével az Atlético Madrid.
A Bajnokok Ligája selejtezőjében nem volt kiemelt az Atlético, ezért nem számíthatott könnyű ellenfélre. Szerencséjére sikerült elkerülnie a legnagyobbakat (Liverpool, Arsenal stb.) és a német Schalke 04-t kapta ellenfeléül. A felemás felkészülés után idegenben 1-0-s vereséget szenvedett a spanyol csapat, de hazai pályán egy eléggé egyoldalú mérkőzésen 4-0-val küldte haza a németeket, így 11 év után ismét a Bajnokok Ligája főtáblájára jutott az Atlético Madrid.
Az legegyenlőbb képességű csapatokat felsorakoztató D csoportba került az Atlético Madrid, a Liverpoollal, a PSV Eindhovennel és az Olympique Marseille-jel együtt.
A nyáron megerősített védelemmel már a csoportkörből továbbjutására is esélyes a csapat, ahogyan a Primera División végső kimenetelébe is beleszólhat a fővárosi gárda.
2009 októberében Quiqe Sánchez Flores lett az Atleti edzője, a 2009-10-es szezonban pedig a 3. helyen végeztek a bajnokságban. A következő szezonban a UEFA-bajnokok ligája csoportjából nem jutott tovább a gárda, azonban az Európa-ligában nagyszerűen menetelt, többek közt a Liverpoolt kiejtetve döntőbe jutottak. Ott a Gera Zoltánnal felálló angol Fulhamet hosszabbítás után 2-1-re győzték le, megnyerve ezzel a második számú európai kupát. A döntő mindkét gólját Diego Forlán szerezte. A következő szezonban az európai szuperkupa is az Atleticoé lett, miután a UEFA-bajnokok ligája győztes Internazionalét 2-1-re legyőzték. A gólokat José Antonio Reyes és Sergio Agüero szerezte. A bajnokságban azonban nem ment ilyen jól, így Sanchez Flores helyét Gregorio Manzano vette át.

### Diego Simeone érkezése, újabb sikerek
Az egykori kiváló játékos Diego Simeonét 2011 decemberében nevezték ki a csapat élére. Vezetésével a csapat három éven belül másodszor is elhódította az Európa-ligát. A döntőben az Athletic Bilbaót győzték le a duplázó Radamel Falcao vezérletével (3-0). Augusztus 31-én az európai szuperkupában a UEFA-bajnokok ligája győztes Chelsea FC-t 4-1-re győzték le, a mesterhármast szerző Falcao ismét parádézott. 2013. május 16-án az ősi rivális Real Madrid 2-1-es legyőzésével a Copa del Reyt is elhódították, így a 2012-13-as szezont három jelentős trófeával zárta a csapat. A 2013-14-es UEFA-bajnokok ligájában egészen a döntőig meneteltek, többek közt az AC Milant és a FC Barcelonát kiejtetve. 1974 után jutottak ismét a legrangosabb kupa döntőjébe, és sokáig vezettek is Diego Godín góljával, azonban Sergio Ramos egy szöglet után a 90. percben egyenlített, a Real pedig a hosszabbításban még három gólt lőve 4-1-re diadalmaskodott. A bajnokságot azonban 1996 után megnyerte a csapat, érdekesség, hogy az utolsó fordulóban a FC Barcelona ellen ismét Diego Godín fejelt gólt. A 2014-15-ös bajnokságban a harmadik helyen végeztek. A következő szezonban visszatért Fernando Torres, és Filipe Luís, valamint megszerezték Antoine Griezmannt. A bajnokságban ismét a harmadik helyen végeztek, három ponttal lemaradva a bajnok Barcelonától. A kupától hamar búcsúztak, viszont a BL-ben ismét a döntőig jutottak, és ismét a Real Madrid CF volt az ellenfél. Az odáig vezető úton a Barcelonát, és a Bayern Münchent is kiejtették, azonban a finálét  megint elbukták, ezúttal tizenegyespárbajban. Az ezt követő szezonban a csapat a bajnokságban harmadik helyen végzett, míg a Bajnokok-ligájában az elődöntőig jutott, ahol szintén a városi riválisa ejtette ki. A 2017–2018-as szezon nem kezdődött jól a csapat számára, hiszen a UEFA-bajnokok ligája csoportköréből harmadikként kiestek a Roma és a Chelsea mögött, és a bajnokságban is bugdácsoltak. A tavaszi idényben azonban magára talált a csapat, és eljutott a második számú európai kupasorozat döntőjébe, és a bajnokságban megszerezte a második helyet. 
2018. május 16.-án az Európa-liga döntőjében Antoine Griezmann duplájával és Gabi utolsó perces góljával legyőzte a csapat az Olympique Marseillet, ezzel harmadszorra nyerte meg a sorozatot. Diego Simeone sokat változtatott a nyári átigazolási időszakban. Olyan játékosok érkeztek, mint Thomas Lemar, Rodri, Gelson Martins vagy éppen Santiago Arias, de voltak távozók is, mint például a két klubikon Fernando Torres és Gabi. Augusztusban az UEFA-szuperkupa döntőjében a Real Madrid ellen 4-2 arányban nyert, így harmadszorra is elhódította a trófeát.
2021 áprilisában a madridi csapat egyike volt azon 12 klubnak, amely megegyezett az Európai Szuperliga megalapításában.

## Himnusz

### Himno del Atletico Madrid
Atleti, Atleti, Atlético de Madrid,
Atleti, Atleti, Atlético de Madrid,
Jugando, ganando, peleas como el mejor,
porque siempre la afición,
se estremece con pasión,
cuando quedas entre todos campeón,
Y se ve junto al balón,
a un equipo de verdad,
que esta tarde de ambiente llanará.
Yo me voy al Manzanares,
al estadio Vicente Calderón,
donde acuden a millares,
los que gustan del fútbol de emoción
Porque luchan como hermanos,
defendiendo su colores,
en un juego noble y sano,
derrochando coraje y corazón.

## Sikerei

### Nemzeti
- Primera División (La Liga):

Bajnok: 11 alkalommal (1940, 1941, 1950, 1951, 1966, 1970, 1973, 1977, 1996, 2014, 2021)
- Copa del Rey:

Győztes: 10 alkalommal (1960, 1961, 1965, 1972, 1976, 1985, 1991, 1992, 1996, 2013)
- Spanyol szuperkupa:

Győztes: 2 alkalommal (1985, 2014)
- Segunda División

Győztes: 1 alkalommal (2002)
- Copa Presidente F.E.F.:

Győztes: 1 alkalommal (1947)
- Campeonato Regional Centro: (Madridi labdarúgó-bajnokság)

Győztes: 4 alkalommal (1921, 1925, 1928, 1940)

### Nemzetközi
- Bajnokcsapatok Európa-kupája / UEFA-bajnokok ligája:

Ezüstérmes: 3 alkalommal (1974, 2014, 2016)
- Kupagyőztesek Európa-kupája:

Győztes: 1 alkalommal (1962)
- Európa-liga:

Győztes: 3 alkalommal (2010, 2012, 2018)
- UEFA-szuperkupa:

Győztes: 3 alkalommal (2010, 2012, 2018)

Vásárvárosok kupája:
Elődöntős: 1 alkalommal (1965)
- Interkontinentális kupa:

Győztes: 1 alkalommal (1974)
- Intertotó-kupa:

Győztes: 1 alkalommal (2007)
Ezüstérmes: 1 alkalommal (2004)
- Ibériai-Kupa (Copa Ibérica):

Győztes: 1 alkalommal (1991)

## Játékoskeret
Utolsó módosítás: 2025. augusztus 5.
A vastaggal jelzett játékosok felnőtt válogatottsággal rendelkeznek.
A dőlttel jelzett játékosok kölcsönben szerepelnek a klubnál.
| Mezszám                | Név                | Nemzetiség           | Születési hely             | Születési idő (kor)            | Korábbi csapat           | Érték (€)   | Szerződés lejárta |
| Kapusok                | Kapusok            | Kapusok              | Kapusok                    | Kapusok                        | Kapusok                  | Kapusok     | Kapusok           |
| ---------------------- | ------------------ | -------------------- | -------------------------- | ------------------------------ | ------------------------ | ----------- | ----------------- |
| 1                      | Juan Musso         | ARG                  | San Nicolás de los Arroyos | 1994. május 6. (31 éves)       | Atalanta BC              | 3 500 000   | 2028.06.30.       |
| 13                     | Jan Oblak          | SLO                  | Škofja Loka                | 1993. január 7. (32 éves)      | SL Benfica               | 20 000 000  | 2028.06.30.       |
| Védők                  |                    |                      |                            |                                |                          |             |                   |
| 2                      | José María Giménez | URU · SPA            | Toledo                     | 1995. január 20. (30 éves)     | Danubio FC               | 20 000 000  | 2028.06.30.       |
| 3                      | Matteo Ruggeri     | ITA                  | San Giovanni Bianco        | 2002. július 11. (23 éves)     | Atalanta BC              | 16 000 000  | 2030.06.30.       |
| 15                     | Clément Lenglet    | FRA                  | Beauvais                   | 1995. június 27. (30 éves)     | FC Barcelona             | 7 500 000   | 2028.06.30.       |
| 16                     | Nahuel Molina      | ARG                  | Embalse                    | 1998. április 6. (27 éves)     | Udinese Calcio           | 20 000 000  | 2027.06.30.       |
| 17                     | Dávid Hancko       | SVK                  | Privigye                   | 1997. december 13. (27 éves)   | Feyenoord                | 30 000 000  | 2030.06.30.       |
| 18                     | Marc Pubill        | ESP                  | Terrassa                   | 2003. június 20. (22 éves)     | UD Almería               | 4 000 000   | 2030.06.30.       |
| 21                     | Javi Galán         | spanyol              | Badajoz                    | 1994. november 19. (30 éves)   | Real Sociedad            | 4 000 000   | 2026.06.30.       |
| 24                     | Robin Le Normand   | SPA · FRA            | Pabu                       | 1996. november 12. (28 éves)   | Real Sociedad            | 40 000 000  | 2029.06.30.       |
| Középpályások          |                    |                      |                            |                                |                          |             |                   |
| 4                      | Conor Gallagher    | ENG · IRL            | Epsom                      | 2000. február 6. (25 éves)     | Chelsea FC               | 40 000 000  | 2029.06.30.       |
| 5                      | Johnny Cardoso     | USA · ITA            | Denville                   | 2001. szeptember 20. (23 éves) | Real Betis               | 25 000 000  | 2030.06.30.       |
| 6                      | Koke               | SPA                  | Madrid                     | 1992. január 8. (33 éves)      | Utánpótlásból került fel | 8 000 000   | 2026.06.30.       |
| 8                      | Pablo Barrios      | SPA                  | Elche                      | 2003. június 15. (22 éves)     | Utánpótlásból került fel | 55 000 000  | 2030.06.30.       |
| 10                     | Álex Baena         | ESP                  | Roquetas de Mer            | 2001. július 20. (24 éves)     | Villarreal CF            | 55 000 000  | 2030.06.30.       |
| 11                     | Thiago Almada      | ARG                  | Buenos Aires               | 2001. április 26. (24 éves)    | Olympique Lyonnais       | 25 000 000  | 2030.06.30.       |
| 14                     | Marcos Llorente    | SPA                  | Madrid                     | 1995. január 30. (30 éves)     | Real Madrid CF           | 28 000 000  | 2027.06.30.       |
| Támadók                |                    |                      |                            |                                |                          |             |                   |
| 7                      | Antoine Griezmann  | FRA                  | Mâcon                      | 1991. március 21. (34 éves)    | FC Barcelona             | 18 000 000  | 2026.06.30.       |
| 9                      | Alexander Sørloth  | norvég               | Trondheim                  | 1995. december 5. (29 éves)    | Villarreal CF            | 25 000 000  | 2028.06.30.       |
| 19                     | Julián Álvarez     | ARG · ITA            | Calchín                    | 2000. január 31. (25 éves)     | CA River Plate           | 100 000 000 | 2030.06.30.       |
| 22                     | Giuliano Simeone   | ARG · ITA            | Róma                       | 2002. december 18. (22 éves)   | Deportivo Alavés         | 35 000 000  | 2028.06.30.       |
| 23                     | Carlos Martín      | ESP                  | Madrid                     | 2002. április 22. (23 éves)    | Deportivo Alavés         | 2 500 000   | 2029.06.30.       |
| Kölcsönadott játékosok |                    |                      |                            |                                |                          |             |                   |
| Név                    | Poszt              | Nemzetiség           | Születési hely             | Születési idő (kor)            | Kölcsönben itt           | Érték (€)   | Kölcsön lejárta   |
| Horatiu Moldovan       | kapus              | ROM                  | Kolozsvár                  | 1998. január 20. (27 éves)     | Real Oviedo              | 2 200 000   | 2026.06.30.       |
| Rodrigo De Paul        | középpályás        | ARG                  | Buenos Aires               | 1994. május 24. (31 éves)      | Inter Miami FC           | 25 000 000  | 2025.12.31.       |
| Thomas Lemar           | középpályás        | francia · Guadeloupe | Baie-Mahault               | 1995. november 12. (29 éves)   | Girona FC                | 5 000 000   | 2026.06.30.       |
| Pablo Pérez            | középpályás        | SPA                  | Madrid                     | 2001. augusztus 18. (23 éves)  | CD Mirandés              | 250 000     | 2026.06.30.       |
| Diego Bri              | támadó             | SPA                  | Madrid                     | 2002. április 22. (23 éves)    | Córdoba CF               | 400 000     | 2026.06.30.       |

## Szakmai stáb
| Elnök            | Enrique Cerezo                                                    |
| Vezetőedző       | Diego Simeone                                                     |
| Asszisztens edző | Germán Burgos                                                     |
| Asszisztens      | Nelson Vivas                                                      |
| Erőnléti edzők   | Óscar Ortega Ivan Ortega Carlos Menéndez Iván Rafael Díaz Infante |
| Kapusedző        | Pablo Vercellone                                                  |
| Orvosok          | José María Villalón Gorka de Abajo                                |

## A klub híres játékosai
A kiemelt játékosok világbajnokok. 
- Ramón Gabilondo
- Adelardo
- Miguel Ángel Ruíz
- Fernando Torres
- Enrique Collar
- David de Gea
- Luis Aragonés
- Gabi
- Juanito
- José Luis Caminero
- Isacio Calleja
- Adrián Escudero
- Toni Muñoz
- José Francisco Molina
- Santiago Denia
- Miguel Reina
- José Eulogio Gárate
- David Villa
- Koke
- Juanfran
- Saúl Ñíguez
- Diego Costa
- Kiko
- Raúl García
- Álvaro Morata
- Ilku Péter
- Radamel Falcao
- Luis Amaranto Perea
- Antoine Griezmann
- Lucas Hernández
- Thomas Lemar
- Fernando Correa
- Diego Forlán
- Diego Godín
- José María Giménez
- Diego Simeone
- Sergio Agüero
- Hugo Sánchez
- Christian Vieri
- Jorge Alberto Mendonça
- Thiago Motta
- Paulo Futre
- Simão Sabrosa
- Tiago Mendes
- Thibaut Courtois
- Toby Alderweireld
- Yannick Ferreira Carrasco
- Bernd Schuster
- Filipe Luís
- João Miranda
- Paulo Assunção
- Diego
- Jan Oblak
- Arda Turan
- Mario Mandžukić
- Nikola Kalinić
- Milinko Pantić
- Radek Bejbl
- Tomáš Ujfaluši